# 杜達 (葡萄牙足球運動員)
塞尔吉奥·保罗·巴博萨·瓦伦特（葡萄牙語：Sérgio Paulo Barbosa Valente，1980年6月27日—），暱稱杜達（Duda，葡萄牙語發音：[ˈduðɐ]），葡萄牙職業足球員，司職左翼鋒。
杜達擅長處理定點球，整個生涯都在西班牙度過，至今效力過四個球會，上陣超過300場。

## 榮譽

### 球會
馬拉加
- 托托杯：2002年

西維爾
- 歐洲超級盃：2006年
- 歐洲足協盃：2006–07赛季
- 西班牙國王盃：2006–07賽季
- 西班牙超級盃：2007年

### 國家隊
- 歐洲U-19足球錦標賽：1999年

## 外部連結
- 官方網站 （西班牙文） （葡萄牙文） （英文）
- 馬拉加官方檔案 （英文）
- 數據及檔案 （英文）
- ForaDeJogo數據 （页面存档备份，存于） （英文）
- PortuGOAL檔案 （页面存档备份，存于） （英文）
- BDFutbol檔案 （页面存档备份，存于） （英文）
- Duda在 National-Football-Teams.com 上的出场纪录 （英文）
- Duda – FIFA國際賽競賽紀錄 (存檔) （英文）
- 2010年世界盃足球賽檔案 （页面存档备份，存于） （英文）
- Transfermarkt檔案 （页面存档备份，存于） （英文）
- Cadistas1910數據及檔案 （西班牙文） （英文）